# Teslui (gmina w okręgu Aluta)
Teslui – gmina w Rumunii, w okręgu Aluta. Obejmuje miejscowości Cherleștii din Deal, Cherleștii Moșteni, Comănița, Corbu, Deleni, Schitu Deleni i Teslui. W 2011 roku liczyła 2737 mieszkańców.